# Vinicio Tumiati
Vinicio Tumiati (Tresigallo, 7 settembre 1913 – ...) è stato un calciatore italiano, di ruolo attaccante.

## Carriera
Giocò per due stagioni in Serie A con la Triestina, ed in Serie B con la Spal. Fratello maggiore di Filippo, era chiamato Tumiati I.

## Palmarès

### Club

#### Competizioni nazionali
- Prima Divisione: 1

SPAL: 1932-1933